# Juan Carlos Altuna
Juan Carlos Altuna (Comodoro Rivadavia,1934-ib., 30 de marzo de 2007) fue un contador y político argentino, de la Unión Cívica Radical.

## Carrera
Perteneciente a una antigua familia de Comodoro Rivadavia de ascendencia española, fue el segundo intendente electo de dicha localidad por la Unión Cívica Radical del Pueblo desde 1963 hasta el golpe de Estado de 1966. Con 29 años al momento de su elección, fue el intendente más joven de la historia de la ciudad. creó una Dirección de Abastecimiento e intentó crear un plan regulador para el crecimiento urbano de la ciudad, que nunca se puso en marcha. También, con el fin de descentralizar las funciones municipales, crea tres secretarías: Gobierno, Hacienda y Obras Públicas.
Contador de profesión, creó su propio estudio contable en Comodoro Rivadavia.
En las elecciones provinciales de 1973 fue candidato a gobernador del Chubut, quedando en tercer lugar con el 19,69 % de los votos. En las elecciones provinciales de 1983 fue candidato a vicegobernador, acompañando en la fórmula a Atilio Oscar Viglione. Allí Viglione obtuvo una estrecha victoria con el 40,06 % de los votos.
En las elecciones de 1987 fue candidato a Intendente de Comodoro, perdiendo ante el candidato peronista Mario Morejón.
Fue ministro de Gobierno, Educación y Justicia de la provincia, durante los primeros años de la gobernación de Carlos Maestro.
Entre 1998 y 2001, fue Senador Nacional por Chubut integrando la Comisión de Presupuesto y Hacienda.